# EPIC 211945201 b
EPIC 211945201 b (eller K2 236b) är en Neptunus-lik planet som ligger 600 ljusår från jorden. EPIC 211945201 b kretsar runt en F-typ stjärna på 19,5 dygn, på ett litet avstånd, vilket gör att temperaturen på planeten är ungefär 613°C. Den har en massa på 0,085 Jupitermassor.